# جوزف اس. کلارک
جوزف اس. کلارک (به انگلیسی: Joseph S. Clark) سناتور سابق عضو حزب دموکرات ایالات متحده آمریکا بود. وی در سال ۱۹۵۷ تا ۱۹۶۹ میلادی سناتور ایالت پنسیلوانیا در سنای ایالات متحده آمریکا بود.